# Suhpalacsa ambiguus
Suhpalacsa ambiguus là một loài côn trùng trong họ Ascalaphidae thuộc bộ Neuroptera. Loài này được Navás miêu tả năm 1914.